# Делиријум тременс (ТВ серија)
Делиријум тременс је српска мини ТВ серија од 4 епизоде по сценарију и режији Горана Марковића. Премијерно се приказивала од 21. септембра до 29. септембра 2019. године, суботом и недељом од 21 час на РТС 1. Од мини серије је направљен и филм који је премијерно приказан 28. фебруара 2019. године, на 47. Фесту.

## Радња
Серија прати причу о глумцу Дагију који, након позамашног алкохоличарског стажа, бива приморан да направи паузу од једине ствари која му је блиска, а то је глума. Након првобитног отпора и очајања, Даги креће пут опоравка на ком ће му, између осталог, помоћи и његов глумачки таленат, али и група реконвалесцената у болници. Кроз специфичну групну терапију, и низ трагикомичних ситуације, Даги ће упознати самог себе - онаквог какав јесте иза маске великана глумишта.

## Улоге
| Глумац             | Улога                 |
| ------------------ | --------------------- |
| Тихомир Станић     | Даги                  |
| Анита Манчић       | Лиза                  |
| Игор Ђорђевић      | Душан                 |
| Горица Поповић     | Беба                  |
| Милица Зарић       | Лекарка               |
| Нада Шаргин        | Сања                  |
| Маша Дакић         | Сестра Оливера        |
| Драган Петровић    | Крста                 |
| Светозар Цветковић | Професор              |
| Миодраг Крстовић   | Павле                 |
| Горан Даничић      | Болничар Љубинко      |
| Береда Решит       | Ђемаил                |
| Срђан Тимаров      | Џамба                 |
| Небојша Кундачина  | Партнер у позоришту   |
| Слободан Нинковић  | Лекар                 |
| Анђела Јовановић   | Дагијева мајка        |
| Амар Ћоровић       | Син                   |
| Саша Ђурашевић     | Полицајац             |
| Јован Јелисавчић   | Полицајац             |
| Иван Перковић      | Конобар               |
| Владимир Поповић   | Конобар               |
| Драгана Ђукић      | Анђелка               |
| Иван Томашевић     | Јова                  |
| Горан Марковић     | Позоришни редитељ     |
| Филип Чоловић      | Телевизијски редитељ  |
| Марко Рајић        | Телевизијски асистент |
| Бранка Голубовић   | Шанкерица             |
| Драгана Анђелковић | Шанкерица             |
| Милица Јевтић      | Медицинска сестра     |